# هال لي روي
هال لي روي (بالإنجليزية: Hal Le Roy)‏ هو ممثل أمريكي، ولد في 10 ديسمبر 1913 بسينسيناتي في الولايات المتحدة، وتوفي في 2 نوفمبر 1985 بنيوجيرسي في الولايات المتحدة.

## وصلات خارجية
- هال لي روي على موقع IMDb (الإنجليزية)
- هال لي روي على موقع أول موفي (الإنجليزية)
- هال لي روي على موقع قاعدة بيانات برودواي على الإنترنت (الإنجليزية)
- هال لي روي على موقع قاعدة بيانات الفيلم (الإنجليزية)